# Chromis cinerascens
Chromis cinerascens es una especie de peces de la familia Pomacentridae en el orden de los Perciformes.

## Morfología
Los machos pueden llegar alcanzar los 13 cm de longitud total.

## Hábitat
Es un pez de mar.

## Distribución geográfica
Se encuentra en Sri Lanka, Mar de Andaman, Malasia, Indonesia, Filipinas y noroeste de Australia.